# Horta de Salomera
L'Horta de Salomera és un paratge del terme municipal de Tremp, al Pallars Jussà, dins de l'antic terme ribagorçà de Sapeira.
Està situada a l'extrem nord-est de l'antic municipi de Sapeira, al sud-oest dels Masos de Tamúrcia, a la riba esquerra de la Noguera Ribagorçana. Al nord-est del lloc on el barranc del Solà aiguavessa en la Noguera Ribagorçana, queda just al nord del Mas de Jaumet.